# Distrito de Pilluana
El distrito de Pilluana es uno de los nueve que conforman la provincia de Picota, ubicada en el departamento de San Martín en el Norte del Perú.
Desde el punto de vista jerárquico de la Iglesia católica forma parte de la  Prelatura de Moyobamba, sufragánea de la Metropolitana de Trujillo y  encomendada por la Santa Sede a la Archidiócesis de Toledo en España.

## Toponimia

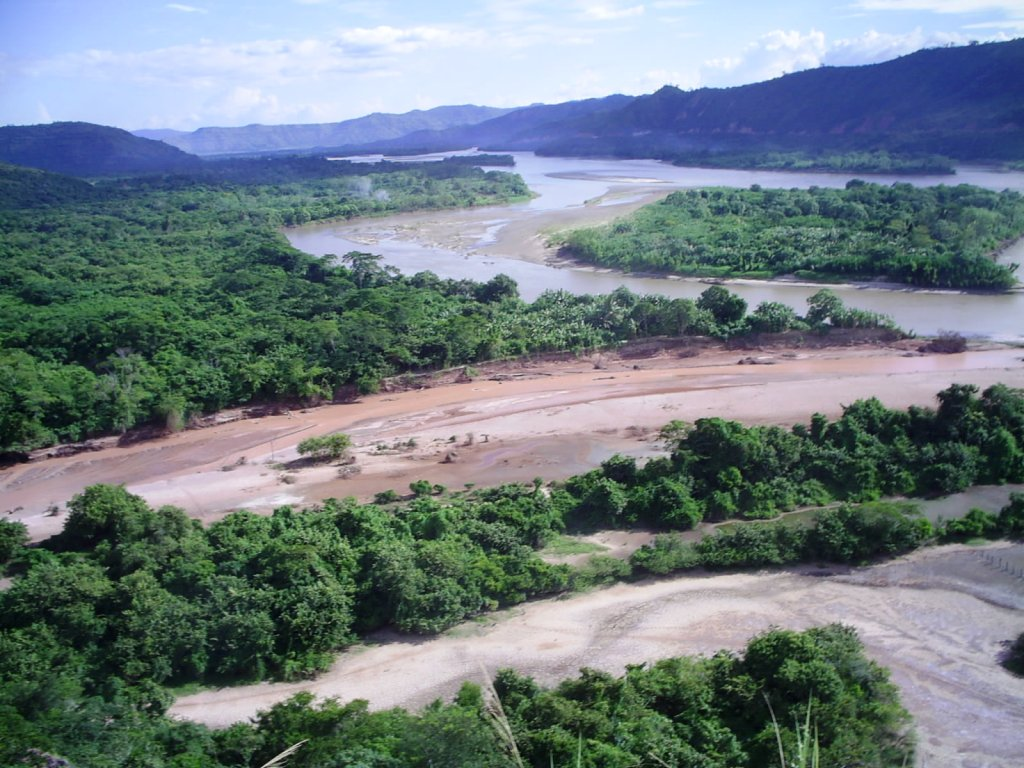
Misquiyacu y Huallaga.

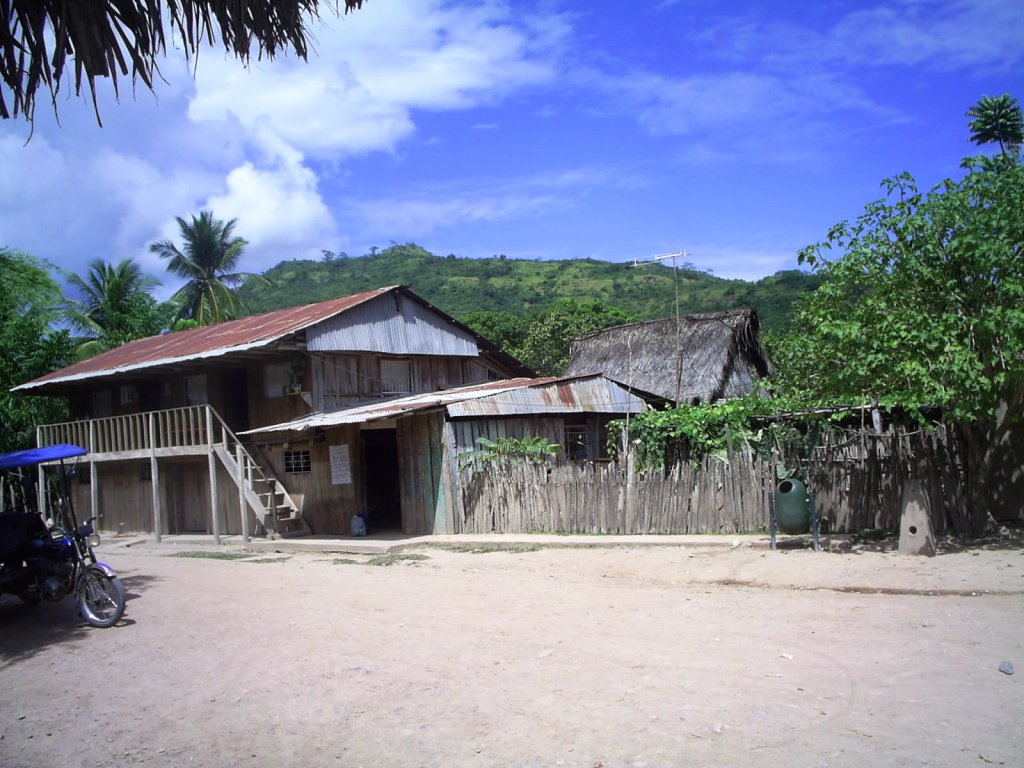
Casa Típica.

El nombre de esta localidad, según una leyenda popular, tendría su origen en una famosa cantinera de nombre Ana, que atendía a los balseros que pasaban por la zona rumbo a la ciudad de Iquitos. Esta mujer fue tachada de pilla porque acostumbraba a no dar el vuelto adecuado a sus clientes, por lo que el puerto y todas las zonas aledañas al lugar se fueron conociendo como "Pilla Ana", que se deformaría hasta Pilluana.

## Geografía
Esta pintoresca localidad enclavada en el tramo central del río Huallaga, está rodeada por magníficos paisajes. Por el Norte se sitúan hermosas formaciones calcáreas y salinas, además del río o quebrada Misquiyacu;  Por el Sur se encuentran unas hermosas colinas de escasas pendientes que los lugareños denominan cerro Jaef, los cuales separan al distrito con el valle del Ponaza; por el Este, colinda con el distrito de Tres Unidos y, por el Oeste, el Huallaga separa a Pilluana de la carretera Fernando Belaúnde Terry, que conecta a todo el valle del Misquiyacu y el resto del departamento de San Martín. La capital se encuentra situada a 302 m s. n. m.

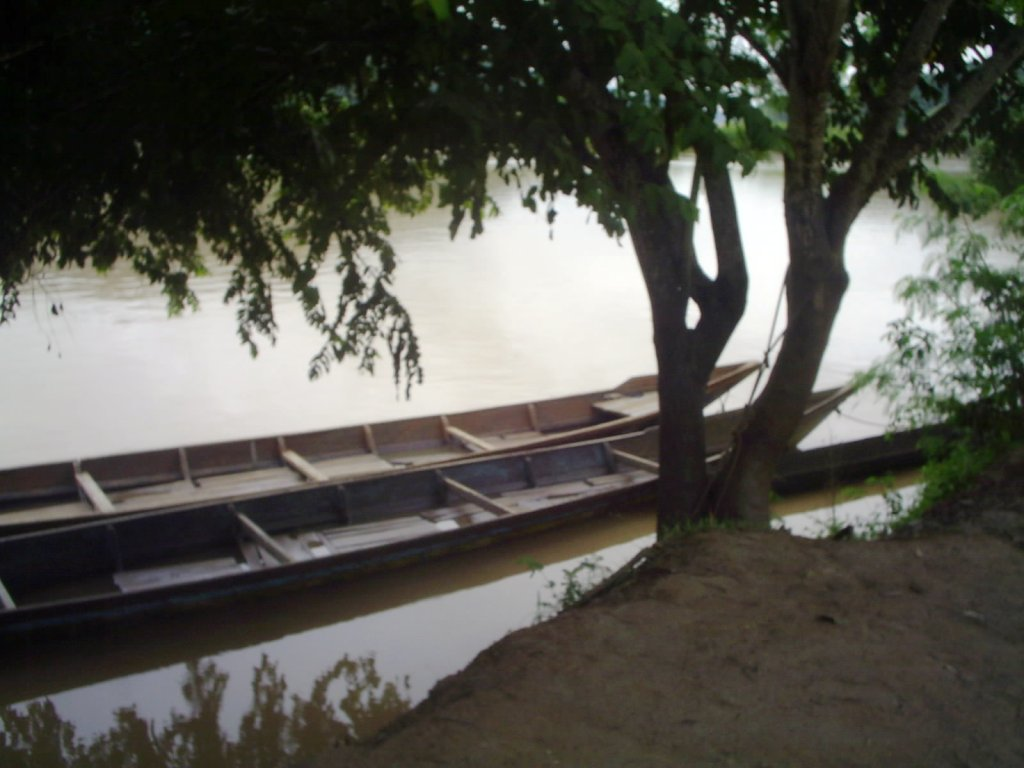
Botes.

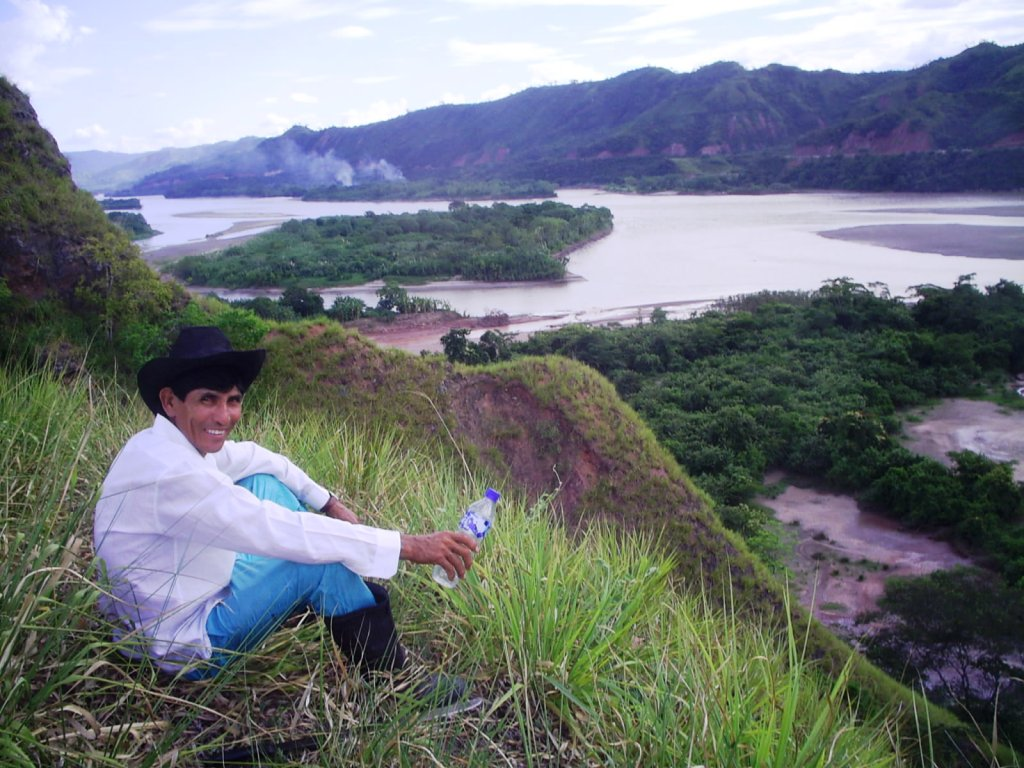
Paisano Pilluanino.

## Patrimonio

### Natural
Posee aguas termales que forman un conjunto de pozas cada una con distintas propiedades y temperaturas, rodeadas de exuberante vegetación y ubicadas en un  lugar prácticamente inexplorado. No muy lejos de allí se encuentran las famosas minas de sal, que a diferencia de las minas convencionales, estas se encuentran en terreno abrupto, lleno de caños de agua que brotan de escarpados cerros. El imponente rio Huallaga invita a paseos en bote y canoa.

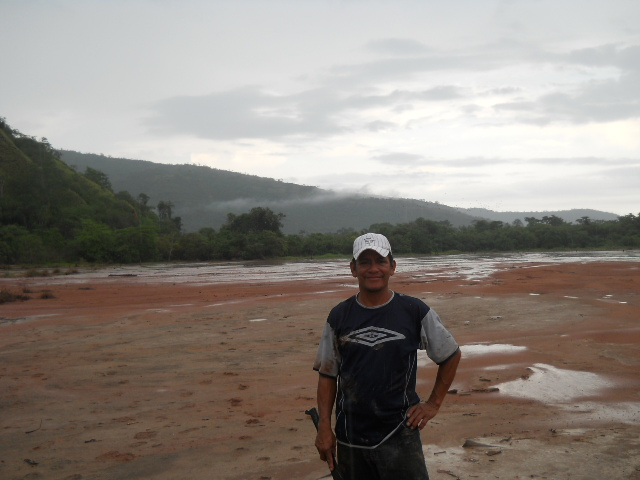
Cachipampa

## Demografía
La población, en su mayoría campesinos, son de costumbres sencillas. La mayoría se declaran católicos o cristianos evangélicos. 

## Economía
Este distrito es conocido por la explotación artesanal de sal o "cachi", de allí que un gentilicio popular para los pilluaninos es "cachitero".